# Ginnastica ai Giochi della XXXIII Olimpiade - Trampolino maschile
La competizione del trampolino elastico maschile ai Giochi della XXXIII Olimpiade di Parigi si è svolta al Palazzo dello Sport di Parigi-Bercy il 2 agosto 2024. Hanno preso parte alla competizione 16 ginnasti da 15 nazioni.
La competizione è stata vinta dal bielorusso Ivan Litvinovič, partecipante con gli Atleti Individuali Neutrali, mentre i cinesi Wang Zisai e Yan Langyu sono stati premiati rispettivamente con l'argento e il bronzo.

## Programma
| Data          | Ora (UTC+2) | Turno          |
| ------------- | ----------- | -------------- |
| 2 agosto 2024 | 18:00       | Qualificazioni |
| 2 agosto 2024 | 19:50       | Finale         |
| Fonte:        |             |                |

## Risultati

### Qualificazioni
I primi otto migliori ginnasti, considerando il punteggio ottenuto nella migliore route, accedono alla finale. Di seguito le qualificazioni, con i punteggi più alti indicati in grassetto.
| Pos. | Atleta              | Nazione            | 1ª routine | 2ª routine | Tot.   | Note |
| ---- | ------------------- | ------------------ | ---------- | ---------- | ------ | ---- |
| 1    | Ivan Litvinovich    | Atleti I. Neutrali | 63.420     | 42.580     | 63.420 | Q    |
| 2    | Wang Zisai          | Cina               | 60.950     | 62.230     | 62.230 | Q    |
| 3    | Yan Langyu          | Cina               | 61.420     | 62.220     | 62.220 | Q    |
| 4    | Dylan Schmidt       | Nuova Zelanda      | 59.510     | 60.810     | 60.810 | Q    |
| 5    | Gabriel Albuquerque | Portogallo         | 59.750     | 31.070     | 59.750 | Q    |
| 6    | Pierre Gouzou       | Francia            | 58.520     | 59.100     | 59.100 | Q    |
| 7    | Zak Perzamanos      | Gran Bretagna      | 58.800     | 59.030     | 59.030 | Q    |
| 8    | Ángel Hernández     | Colombia           | 57.900     | 58.640     | 58.640 | Q    |
| 9    | Danil Mussabayev    | Kazakistan         | 58.070     | 52.550     | 58.070 | R1   |
| 10   | Aliaksei Shostak    | Stati Uniti        | 57.350     | 6.120      | 57.350 | R2   |
| 11   | Fabian Vogel        | Germania           | 29.120     | 56.890     | 56.890 | —    |
| 12   | Rayan Dutra         | Brasile            | 56.370     | 56.210     | 56.370 | —    |
| 13   | Brock Batty         | Australia          | 55.890     | 23.150     | 55.890 | —    |
| 14   | David Vega          | Spagna             | 55.620     | 28.160     | 55.620 | —    |
| 15   | Benny Wizani        | Austria            | 54.990     | 12.460     | 54.990 | —    |
| 16   | Ryusei Nishioka     | Giappone           | 24.710     | 35.750     | 35.750 | —    |

### Finale
| Pos.    | Atleta              | D Score | E Score | T Score | H Score | Pen.   | Totale |
| ------- | ------------------- | ------- | ------- | ------- | ------- | ------ | ------ |
| Oro     | Ivan Litvinovich    | 18.400  | 16.700  | 18.490  | 9.500   |        | 63.090 |
| Argento | Wang Zisai          | 18.000  | 17.000  | 17.590  | 9.300   |        | 61.890 |
| Bronzo  | Yan Langyu          | 17.800  | 16.600  | 17.850  | 8.900   | -0.200 | 60.950 |
| 4       | Zak Perzamanos      | 18.500  | 14.300  | 17.540  | 9.500   |        | 59.840 |
| 5       | Gabriel Albuquerque | 18.000  | 15.500  | 17.240  | 9.000   |        | 59.740 |
| 6       | Pierre Gouzou       | 17.100  | 15.600  | 16.940  | 9.300   |        | 58.940 |
| 7       | Ángel Hernández     | 16.000  | 13.700  | 15.250  | 8.200   |        | 53.150 |
| 8       | Dylan Schmidt       | 6.300   | 5.000   | 5.500   | 2.700   |        | 19.500 |
| Fonte:  |                     |         |         |         |         |        |        |